# Тігвень (Арджеш)
Тігвень, Тігвені (рум. Tigveni) — село у повіті Арджеш в Румунії. Входить до складу комуни Тігвень.
Село розташоване на відстані 144 км на північний захід від Бухареста, 39 км на північний захід від Пітешть, 107 км на північний схід від Крайови, 100 км на південний захід від Брашова.

## Населення
За даними перепису населення 2002 року у селі проживали 1522 особи. Усі жителі села рідною мовою назвали румунську.
Національний склад населення села:
| Національність | Кількість осіб | Відсоток |
| -------------- | -------------- | -------- |
| румуни         | 1507           | 99,0%    |
| цигани         | 14             | 0,9%     |